# Mount Usher
Il Mount Usher  è una vetta che fa parte dei Monti Barton, una catena montuosa dei Monti della Regina Maud, in Antartide. Si affaccia sul fianco sud del Ghiacciaio Keltie circa 4 miglia (6,4 km) a sudovest della bocca del Ghiacciaio Brandau.
Fu scoperto dalla Spedizione Nimrod ([British Antarctic Expedition, 1907–09) guidata dall'esploratore polare britannico Ernest Shackleton e denominata in onore del medico australiano John Edward Usher (1854-1918), che era uno dei consiglieri scientifici della spedizione.
L'identificazione della montagna fu riportata in modo diverso in varie mappe successive. L'attuale descrizione si basa sulla mappa redatta da H.E. Saunders nel 1961, che è attualmente quella generalmente accettata.